# Николай Величков
Николай Кирилов Величков е български футболист, централен защитник, състезаващ се за тима на ФК „Сливнишки герой“ (Сливница).

## Биография
Роден е на 6 декември 1982 година в София.
Започва да се състезава в детските гарнитури на ФК Левски (София). Последователно преминава през всички формации на клуба.
Състезавал се е за тимовете на Струмска слава (Радомир), ПФК Ком-Миньор (Берковица) и Сливнишки герой.
Носител е на Аматьорската купа на България.